# Anisothecium hioramii
Anisothecium hioramii är en bladmossart som beskrevs av Thériot 1939. Anisothecium hioramii ingår i släktet Anisothecium och familjen Dicranaceae. Inga underarter finns listade i Catalogue of Life.